# Liste der Baudenkmale in Zislow
In der Liste der Baudenkmale in Zislow sind alle denkmalgeschützten Bauten der Gemeinde Zislow (Mecklenburg-Vorpommern) und ihrer Ortsteile aufgelistet. Grundlage ist die Veröffentlichung der Denkmalliste des Landkreises Müritz mit dem Stand vom April 2010. 

## Baudenkmale nach Ortsteilen

### Zislow
| ID | Lage                          | Bezeichnung                                                        | Beschreibung | Bild                                                               |
| -- | ----------------------------- | ------------------------------------------------------------------ | ------------ | ------------------------------------------------------------------ |
|    | (Karte)                       | Friedhof, Kirche mit freistehendem Glockenstuhl und Kirchhofsmauer |              | Friedhof, Kirche mit freistehendem Glockenstuhl und Kirchhofsmauer |
|    | hinter der Ferienhaussiedlung | Stichkanal                                                         |              |                                                                    |

## Quelle
- Karte der Baudenkmale im Geoportal des Landkreises

- Karte mit allen Koordinaten:
- OSM |
- WikiMap